# 太叔廣
太叔廣，字季思，西晋東平人。
晋武帝时为博士。晋武帝以齐王司马攸出就齐国，命礼官议崇锡之物，太叔广与庾旉、秦秀等上表劝谏，以为齐王不应就国，请求留下齐王辅政。
太叔廣有辯才，挚虞則擅长写作，两人同官居列卿，卻意見相左。每逢朝會，太叔广之辯，挚虞不能对答；挚虞以文章反驳太叔广，太叔广又不能應對。